# Mufti Negara Brunei
Der Mufti Negara Brunei (englisch State Mufti of Brunei, deutsch: Staatsmufti von Brunei) ist der oberste ʿUlamā' (Religionsgelehrte) der Sunniten in Brunei. Er wird von dem Sultan von Brunei ernannt.

## Aufgaben
Der Mufti Negara Brunei erteilt Rechtsurteile, so genannte Fatwas, zu rechtlichen Fragen und sozialem Verhalten auf Basis des Koran, der Hadithen, Qiyās’ und Idschmāʿs.

## Geschichte
1962 wurde Ismail bin Omar Abdul Aziz als erster Mufti Negara Brunei berufen, zunächst bis 1965. Vorher war er der Vizemufti von Johor in Malaysia gewesen. 1967 wurde er auf Lebenszeit eingesetzt.
1994 wurde der bisherige Stellvertretende Mufti Negara Brunei, Abdul Aziz Juned, ein gebürtiger Bruneier, zum Mufti Negara Brunei ernannt.